# Paul Le Cointe
Paul Le Cointe (Tournon-sur-Rhône, 24 de setembro de 1870 — Belém, 3 de fevereiro de 1956) foi um professor e naturalista francês, especialista em Espermatófitas, radicado no Brasil. 

## Biografia
Formou-se pela Universidade de Nancy, em França, chegou ao país em 1891 com objetivo de estudar a amazônia. Em 1907 tentou sem sucesso, em Óbidos, realizar a plantação comercial de seringueiras - cultivo do qual sempre foi ardoroso defensor e cujo estudo chefiou, em 1913.
Foi o primeiro diretor da  “Escola de Chimica Industrial do Pará", criada em Belém no ano de 1920. Le Cointe já estava radicado na cidade e para a instalação da escola trouxe do país natal vários professores, como Charles Paris, Raymond Joannis, René Rougier, Georges Bret, Camille Henriet e André Callier, além dos paraenses Antônio Marçal e Renato Franco. Ele já dirigia, desde 1918, o laboratório de análises do "Museu Commercial do Pará", entidade da qual fora idealizador, fundador e diretor, após ter-se aliado aos comerciantes locais.
A iniciativa teve curta duração e Le Cointe, embora gozando de grande prestígio internacional, viveu a partir dos sessenta anos de idade isolamento no meio local, fracassadas suas iniciativas de industrializar a região norte brasileira que, então, estaria fadada a ser "colonizada" pelas metrópoles. A esse respeito, escreveu na imprensa, único meio que lhe restara para divulgar suas ideias: : “Infelizmente, em vez do desenvolvimento brilhante que eu pensava ser um futuro muito próximo na Amazônia, devido às suas magníficas
possibilidades, não posso deixar de notar uma decadência real em todos os aspectos, e, isso é sério, principalmente no aspecto moral, e não vejo, dada a situação global, como podemos interrompê-la. A Amazônia, que não foi afetada pela guerra em seus órgãos vitais, e para a qual houve um grande afluxo de dinheiro do qual ela teria sido capaz de tirar grande proveito, enfrenta hoje uma terrível crise econômica, tendo a guiá-la líderes políticos demasiado incompetentes, frequentemente eles mesmos simples carreiristas sem escrúpulos; Eu a vejo se debatendo tão sem jeito que não creio ser ela capaz de salvar-se por seus próprios meios, quero crer que países, como o nosso, que tanto sofreram, podem ter a energia para voltar a caminhar, e este será o seu retorno à normalidade, e isso vai forçar a Amazônia a finalmente continuar sua marcha para o progresso que tem sido esperado por tanto tempo.”
Em 1945, quando funcionário do consulado francês em Belém, participou das iniciativas que procuravam criar o Instituto da Hileia Amazônica, entidade que fazia parte do esforço francês em manter a ascendência científica francesa sobre o meio acadêmico brasileiro, face a ascensão do poderio estadunidense após a II Guerra Mundial.

## Principais obras
Como estudioso da natureza  amazônica, publicou vários trabalhos, dentre os quais tem-se:
- L'Amazonie Brésilienne (1922)
- Notes sur les graines oleagineuses, les baumes et le resine de la forêt amazonienne (Paris, 1927)
- Principais madeiras paraenses (1929)
- A cultura de Cacau na Amazônia. (1ª ed 1919; 2ª ed 1939)
- O Estado do Pará - a terra, a água e o ar (PDF). [S.l.]: Companhia Editora Nacional. 1945. 346 páginas

## Homenagens
Le Cointe é patrono da cadeira 33 do Instituto Histórico e Geográfico do Pará.